# Caecognathia
Caecognathia is een geslacht van mariene pissebedden uit de familie Gnathiidae. De wetenschappelijke naam van het geslacht is voor het eerst geldig gepubliceerd in 1901 door Gustave Frédéric Dollfus.

## Soorten
- Caecognathia abyssorum (G.O. Sars, 1872)
- Caecognathia agwillisi (Seed, 1979)
- Caecognathia akaroensis (Monod, 1926)
- Caecognathia albescenoides (Menzies, 1962)
- Caecognathia andamanensis Svavarsson, 2002
- Caecognathia antarctica (Studer, 1884)
- Caecognathia arctica (Gurjanowa, 1929)
- Caecognathia bicolor (Hansen, 1916)
- Caecognathia branchyponera Cohen & Poore, 1994
- Caecognathia caeca (Richardson, 1911)
- Caecognathia calva (Vanhöffen, 1914)
- Caecognathia cerina (Stimpson, 1858)
- Caecognathia consobrina (Monod, 1926)
- Caecognathia coralliophila (Monod, 1926)
- Caecognathia crenulatifrons (Monod, 1926)
- Caecognathia cryptopais (Barnard, 1925)
- Caecognathia diacamma Cohen & Poore, 1994
- Caecognathia dolichoderus Cohen & Poore, 1994
- Caecognathia elongata (Krøyer, 1849)
- Caecognathia floridensis (Menzies & Kruczynski, 1983)
- Caecognathia galzini (Mueller, 1989)
- Caecognathia gnamptogenys Cohen & Poore, 1994
- Caecognathia hirsuta (G.O. Sars, 1877)
- Caecognathia hodgsoni (Vanhöffen, 1914)
- Caecognathia huberia Cohen & Poore, 1994
- Caecognathia leptanilla Cohen & Poore, 1994
- Caecognathia multispinis (Richardoson, 1908)
- Caecognathia nieli Svavarsson, 2006
- Caecognathia nipponensis (Monod, 1926)
- Caecognathia pacifica (Monod, 1926)
- Caecognathia paratrechia Cohen & Poore, 1994
- Caecognathia pilosipes (Monod, 1926)
- Caecognathia polaris (Hodgson, 1902)
- Caecognathia polythrix (Monod, 1926)
- Caecognathia pustulosa (Hale, 1924)
- Caecognathia regalis (Monod, 1926)
- Caecognathia rhektos Kensley, Schotte & Poore, 2009
- Caecognathia robusta (G.O. Sars, 1879)
- Caecognathia sanctaecrucis (Schultz, 1972)
- Caecognathia schistifrons (Stebbing, 1912)
- Caecognathia serrata (Richardson, 1908)
- Caecognathia stygia (G.O. Sars, 1877)
- Caecognathia trachymesopus Cohen & Poore, 1994
- Caecognathia vanhoeffeni (Menzies, 1962)
- Caecognathia vemae (Menzies, 1962)
- Caecognathia wagneri (Monod, 1925)